# رونی جن بلوینز
رونی جن بلوینز (به انگلیسی: Ronnie Gene Blevins) (زاده ۲۰ ژوئن ۱۹۷۷) بازیگر آمریکایی است.
از فیلم‌های معروف او می‌توان به بازی در فیلم جو اشاره کرد.